# 딘 허버트
딘 허버트(영어: Dean Herbert)는 오스트레일리아의 프로그래머이다. 비디오 게임인 osu!의 개발자로 유명하다.